# Catedral de San Pantaleón (Kiev)
La catedral de San Pantaleón (en ucraniano: Пантелеймонівський собор) es una de las catedrales ortodoxas ucranianas situadas en Kiev, Ucrania. El templo está en el distrito de Feofania de la ciudad y comparte similitudes con la catedral de Alejandro Nevski de Tallín (Estonia). La catedral está dedicada a Pantaleón de Nicomedia.   

## Geografía
La catedral está ubicada en la calle Akadademika Lebedeva 19 en el distrito de Feofania del suroeste de Kiev.

## Historia
El monasterio de Panteleón está situado en la zona que antes se llamaba Lazarivshchina. En 1802-1803 se construyó y consagró la primera iglesia en honor al Milagro del Arcángel Miguel. El metropolitano Gavriil de Kiev bendijo esta zona para que se llame Feofania.
A principios del siglo XX, los monjes de la ermita de Feofania apelaron al consistorio para pedir la construcción de una nueva catedral, porque las que existían antes en la ermita ya no podían albergar a un gran número de feligreses. La catedral fue construida entre el 16 de julio de 1905 y el 1 de julio de 1914 por el arquitecto Yevhén Yermákov. La catedral estaba destinada a servir como iglesia principal del monasterio de San Pantelón de Kiev, que se originó como una rama, o skete, del monasterio de San Miguel de las Cúpulas Doradas.
En 1920 el edificio de la iglesia fue cerrado y saqueado por los bolcheviques.  
La catedral de San Pantaleón sufrió grandes daños durante la Segunda Guerra Mundial. En este lugar pasó la línea de defensa de Kiev en el otoño de 1941, y el edificio de la catedral era de gran importancia estratégico-militar (como un edificio de gran altura desde el que se puede disparar), por lo que la iglesia fue atacada por morteros. 
Después de la guerra, sus muros albergaron los talleres del Instituto de Mecánica de la Academia de Ciencias de la RSS de Ucrania. Al mismo tiempo, en este territorio funcionaba un laboratorio bajo la dirección del académico de la Academia de Ciencias de la RSS de Ucrania, Serguéi Lébedev, que participaba en la creación de la primera pequeña máquina electrónica de cálculo menor (MESM) en la URSS y Europa.
El 7 de mayo de 1990, la catedral fue devuelta a la iglesia y se iniciaron extensos trabajos de restauración. En 1998 la catedral fue dedicada nuevamente a San Pantaleón y desde 2002, el monasterio de San Panteleimon se ha convertido en un monasterio independiente de mujeres.

## Arquitectura
La catedral se considera un punto culminante de la arquitectura neorrusa y es un monumento arquitectónico de importancia local. El edificio es pentacupolar, con una enorme cúpula central negra y cuatro cúpulas en pabellón, así como galerías bajas que recorren continuamente el edificio. Las paredes exteriores están cubiertas con una red laberíntica de tracería.     
Los edificios que lo rodean son un convento anexo a la catedral.     

## Galería

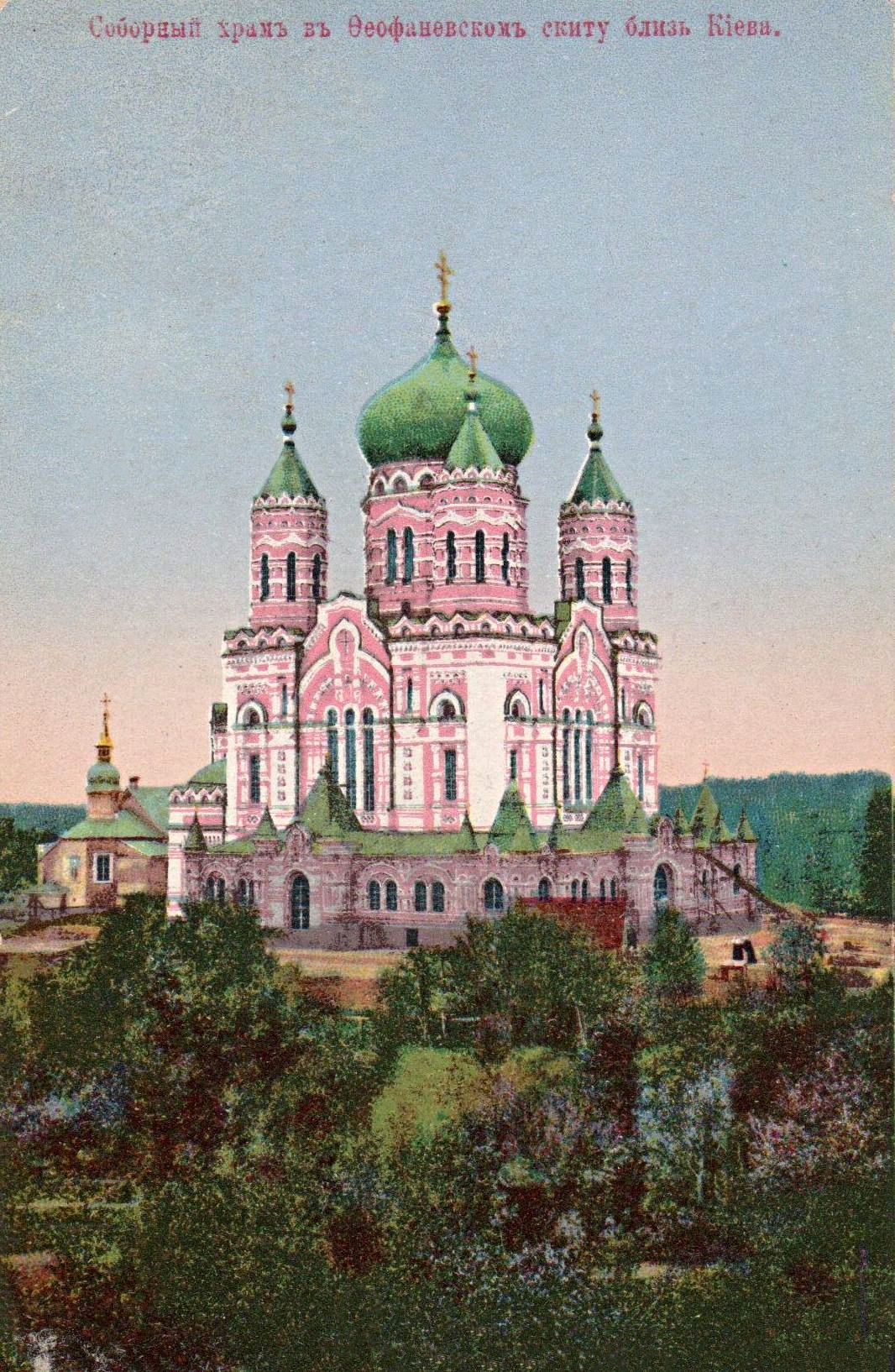
Postal con la catedral de San Pantaleón
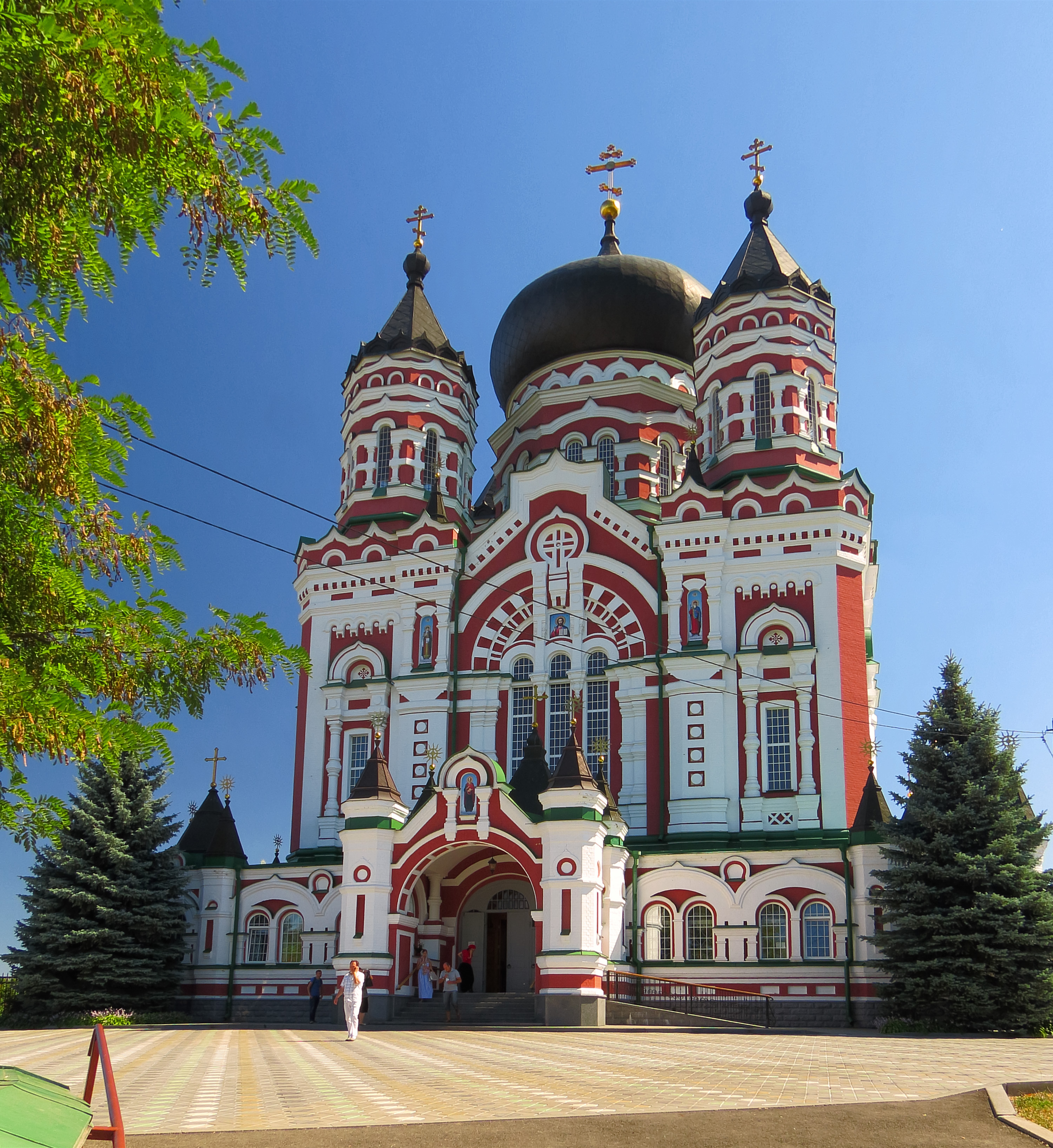
Fachada de la catedral
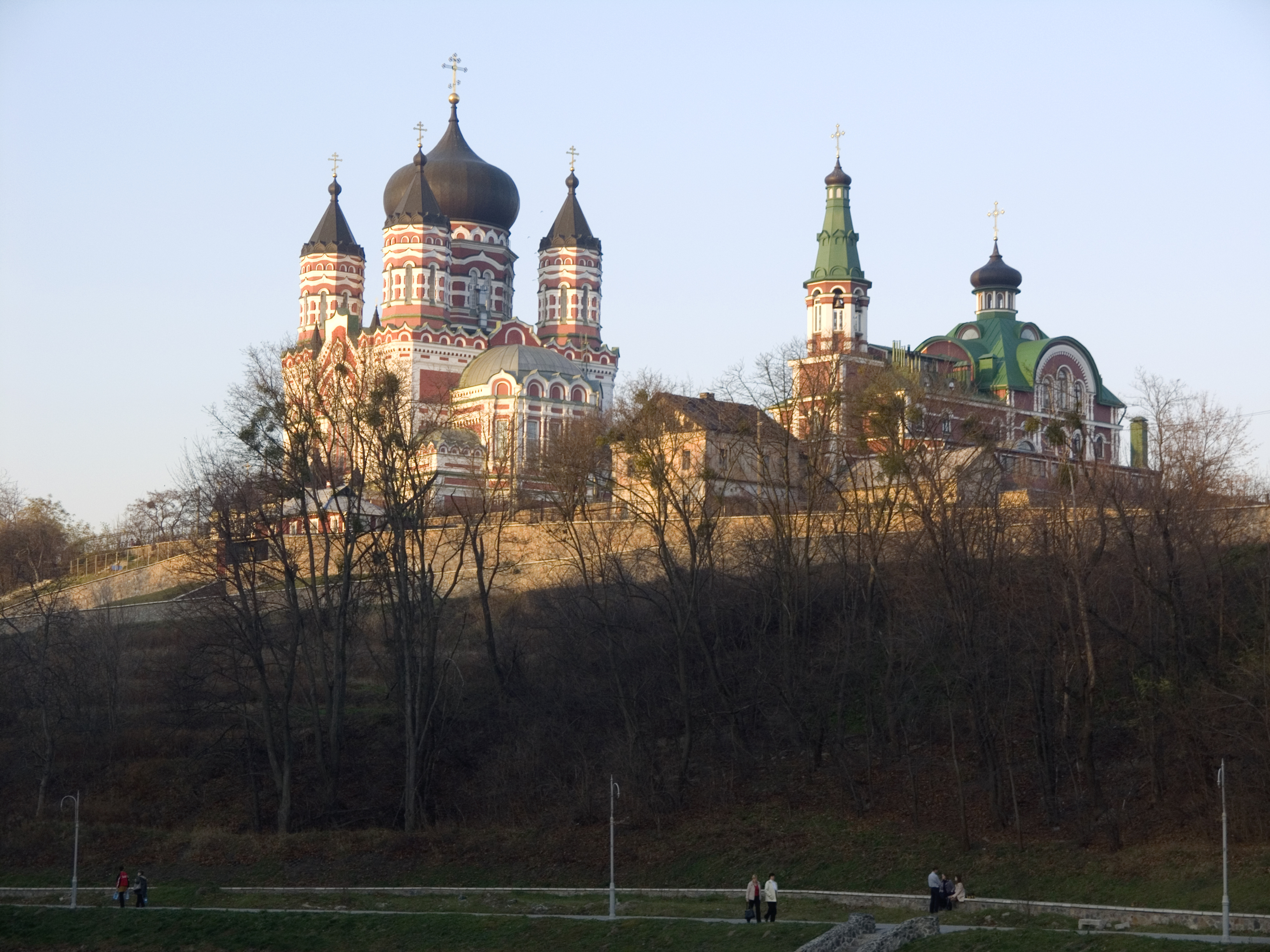
Vista de las cúpulas de la catedral
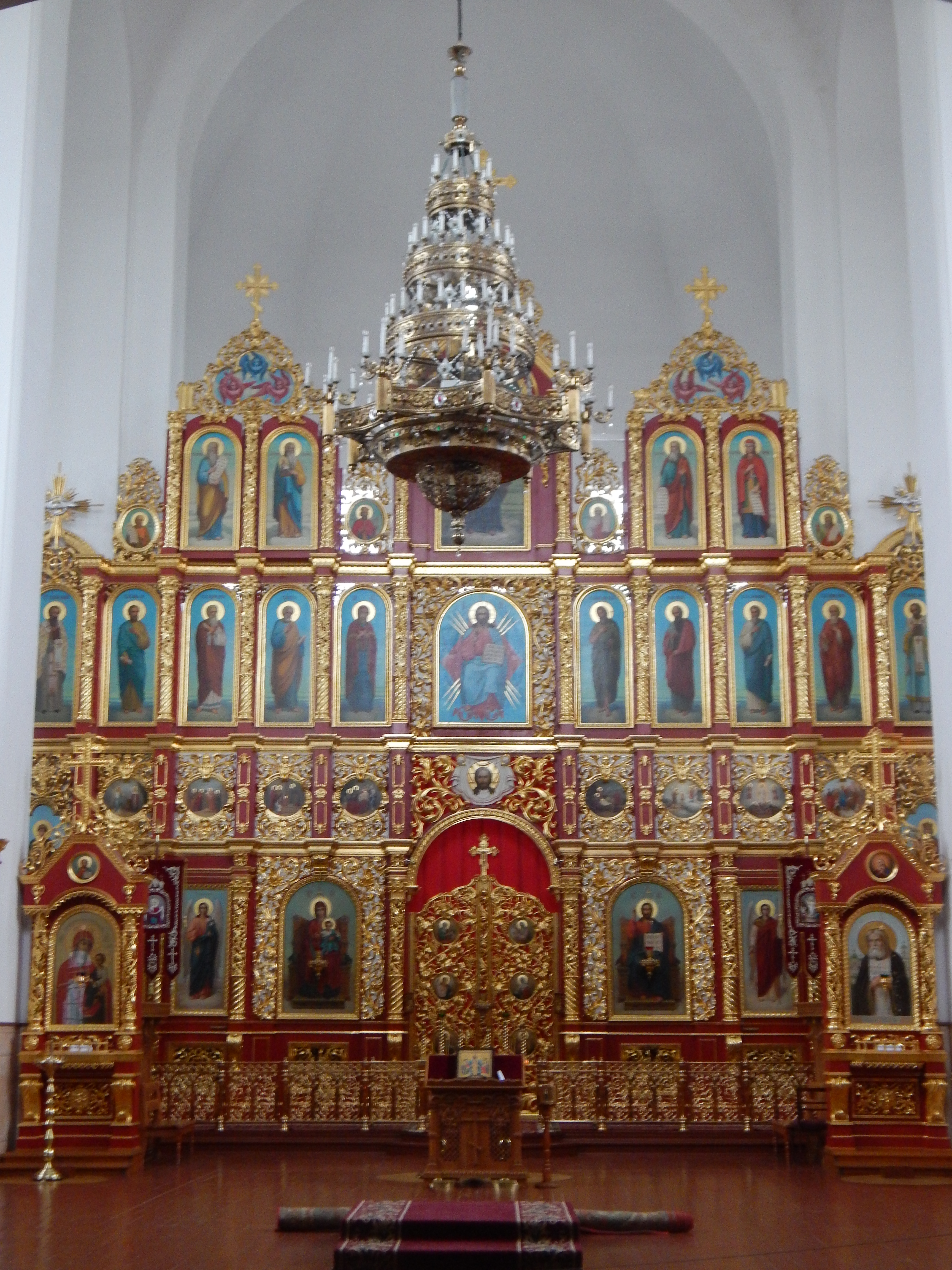
Iconostasio del templo
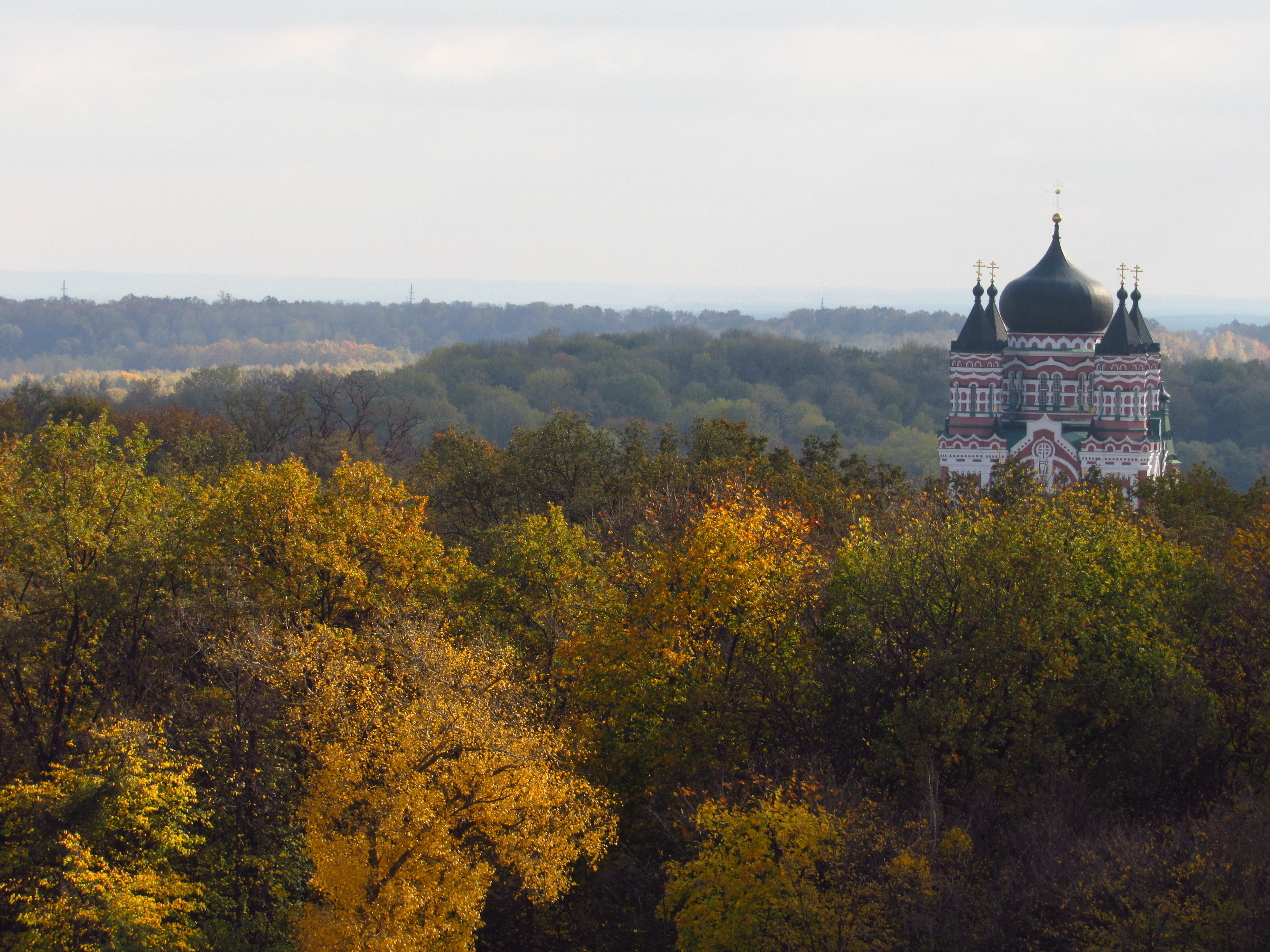
Catedral y el parque de sus alrededores